# الفروسية في الألعاب الأولمبية الصيفية
ظهرت الفروسية لأول مرة في دورة الألعاب الأولمبية الصيفية في دورة الألعاب الأولمبية الصيفية لعام 1900 في باريس ، فرنسا. اختفت حتى عام 1912 ، لكنها ظهرت في كل دورة ألعاب أولمبية صيفية منذ ذلك الحين. التخصصات الحالية للفروسية الأولمبية هي الترويض ومحاكمة الخيل وقفز الحواجز. في كل تخصص ، يتم منح ميداليات فردية وجماعية. يتنافس النساء والرجال معًا على قدم المساواة.
تعد الفروسية ومكونات الفروسية من الخماسي الحديث أيضًا هي الأحداث الأولمبية الوحيدة التي تشمل الحيوانات. يعتبر الحصان رياضيًا بقدر المتسابق.
```
كانت 
أولمبياد 1924
 هي الأولى التي أقيمت فيها مسابقات الفروسية تحت سلطة 
الاتحاد الدولي للفروسية
.
[
2
]
```